# Djævlene fra Loudun
Djævlene fra Loudun er en samtidsopera af den polske komponist Krzysztof Penderecki skrevet i 1969 og revideret gennemgående til Det kongelige Teaters tredje opsætning i 2013. Operaen er baseret på en hekseproces i Frankrig i 1600-tallet og adapteret efter Aldous Huxleys historiske roman "The Devils of Loudun" som dramatisiseret af John Whiting, med libretto af komponisten.
Musikken er et uhyggeskabende og til tider skingert klangunivers, der også er kendt af mange fra de gyserfilm, hvor lydsporet er skabt af Krzysztof Penderecki. Handlingen er et opgør med et totalitært system, hvor hovedpersonen Urbain Grandier er offer for en blanding af magtkamp, religiøst hysteri og politisk komplot. Handlingen kan opsummeres til "nonner, sex, vold, blod og tortur".
I Danmark har Det Kongelige Teater opført operaen i 1980'erne og i 2013.